# Donald McCormick
George Donald King McCormick (11 décembre 1911 - 2 janvier 1998) est un historien et journaliste britannique. Il a aussi publié sous les pseudonymes de Richard Deacon et Lichade Diken (pour des ouvrages traduits en chinois). Il est controversé à cause de la nature des sujets qu'il étudie et des sources qu'il utilise.

## Biographie
Donald McCormick naît en 1911.
En tant qu'historien, McCormick a rédigé sur des sujets dont les informations annoncées comme authentiques sont peu susceptibles d'être contre-vérifiées. Il a rédigé sur le Hellfire Club, Jack l'Éventreur et les Cambridge Apostles. On lui doit une histoire des services secrets russes, chinois, japonais, britannique et israélien. Il a également produit une biographie des espions Maurice Oldfield (en) et Ian Fleming (avec lequel il aurait travaillé).
McCormick s'est régulièrement fié à un réseau informels de contacts, ce qui explique pourquoi ses déclarations controversées ne sont pas jugées fiables. En 1979, il a affirmé que le physicien Rudolf Peierls a subi une enquête à la suite de soupçons d'espionnage pour le compte de l'Union soviétique. Peierls a entamé une poursuite, que McCormick a réglé à l'amiable. McCormick a aussi affirmé que l'économiste Arthur Cecil Pigou a agi pour le compte de l'URSS, tout comme être en possession du journal intime de Pigou, qui n'a cependant jamais été retrouvé depuis le décès de McCormick.

## Œuvres
- Temple of Love, New York, Citadel Press, 1965.
- The Red Barn Mystery : some new evidence on an old murder, Londres, John Long, 1967.
- John Dee : Scientist, Geographer, Astrologer and Secret Agent to Elizabeth I, Londres, Muller, 1968.
- A History of the British Secret Service, Londres, Muller, 1969. (New York, Taplinger, 1970 ; réimprimé en format poche à Londres chez Grafton, 1991)
- A History of the Russian Secret Service, New York, Taplinger, 1972. (Londres, Muller, 1972).
- The Chinese Secret Service, New York, Taplinger, 1974. (Revu et mis à jour dans une édition parue à Londres chez Grafton Books, 1989)
- The Hell-Fire Club : the story of the amorous Knights of Wycombe, Londres, Sphere,1975.
- Matthew Hopkins : Witchfinder General, Londres, F. Mueller, 1976.
- The Israeli Secret Service, Londres, Hamish Hamilton, 1977.
- The Silent War : A History of Western Naval Intelligence, Newton Abbot (UK), David & Charles, 1978. New York : Hippocrene Books, 1978.
- The British Connection: Russia's Manipulation of British Individuals and Institutions, Londres, Hamish Hamilton. 1979. Later withdrawn.
- « Escape ! », Londres, BBC, 1980.
- Love In Code, or, How to Keep Your Secrets, Londres, Eyre Methuen, 1980.
- Kempai Tai : A History of the Japanese Secret Service, Londres, Muller, 1982. (réédition à New York chez Beaufort Books, 1983 ; revu et mis à jour à Tokyo chez Charles Tuttle Books, 1990. Parue en France sous Les extraordinaires réussites des services secrets japonais, Paris, Jacques Grancher, 1982)
- With My Little Eye : The Memoirs of a Spy-Hunter, Londres, Frederick Muller, 1982.
- « C » : A Biography of Sir Maurice Oldfield, Londres, MacDonald, 1985.
- The Cambridge Apostles : A History of Cambridge University's Elite Intellectual Secret Society, New York, Farrar, Straus, 1986.
- Spyclopedia : The Comprehensive Handbook of Espionage, New York, Morrow, 1987.
- The Truth Twisters, Londres, Macdonald, 1987.
- The Greatest Treason : The Bizarre Story of Hollis, Liddell and Mountbatten, Londres, Century, 1990.
- Super Spy : The Man Who Infiltrated the Kremlin and the Gestapo, Royaume-Uni, Futura, 1990.
- The French Secret Service, Londres, Grafton, 1990.
- The Life of Ian Fleming, Dufour Editions, 1994.